# ハリ・ラーオ・ホールカル
ハリ・ラーオ・ホールカル（Hari Rao Holkar, 1795年 - 1843年10月24日）は、インドのホールカル家の当主、インドール藩王国の君主（在位：1834年 - 1843年）。

## 生涯

### 即位以前
1795年、ハリ・ラーオはホールカル家のヴィトージー・ラーオ・ホールカルの息子として生まれた。
1801年4月、父ヴィトージー・ラーオ・ホールカルはマラーター王国の宰相バージー・ラーオ2世により、象に踏みつぶさせられて殺害された。
1817年11月には、第三次マラーター戦争のマヒドプルの戦いに参加したが、ここでホールカル家は敗れている。
1819年、ハリ・ラーオはホールカル家の当主位を奪おうと反乱を起こしたが失敗し、マヘーシュワルに投獄された。

### 擁立と即位
1833年10月、ホールカル家当主マルハール・ラーオ・ホールカル2世が死亡し、一族のマールターンド・ラーオ・ホールカルが新当主となった。だが、彼はマルハール・ラーオ・ホールカル2世の妃ガウタマ・バーイー・ホールカルとその祖母クリシュナ・バーイー・ホールカルの権力を保持するための道具と思われ、人民や軍隊はこれに反対した。そして、前当主の従兄弟にあたったハリ・ラーオの即位を人々は推した。
こうして、1834年2月2日、ハリ・ラーオは支持者によってマヘーシュワルから解放され、マールターンド・ラーオは廃位された。その後、3月18日にインドールに戻ったのち、ガウタマ・バーイーの養子となり、4月17日には正式に即位した。

### 不健康と死
イギリスもこの即位を認めたものの、ハリ・ラーオ・ホールカルが長年の幽閉生活で健康がすぐれていないことから、後継者として養子をとることを常に勧めた。
そのため、ハリ・ラーオは従兄弟の少年カンデー・ラーオ・ホールカルを養子にすることにし、1841年7月2日に正式に養子縁組し、8月30日にイギリス側もこれを認めた。だが、彼はその後どんどん不健康になってゆき、ついには公的生活から完全に引退した。
そして、1843年10月16日にハリ・ラーオは意識不明となり、同月24日にその息を引き取った。